# Carlo Dusi
Carlo Dusi (Mantova, 1917 – Mantova, 1995) è stato un pittore italiano, esponente del gruppo "Corrente", presente alla Biennale di Venezia nel 1948 e alla Collettiva al Salone delle Nazioni di Parigi nel 1983.
Allievo del pittore milanese Antonio Piatti (ritrattista di Verdi e Mascagni) nel corso della sua opera ha spaziato dal figurativo all'astratto più ardito, per poi orientare la propria poetica verso un espressionismo in cui «costrizioni e personaggi umani sono portatori di un messaggio misterioso e di angoscia» (Jean Henri Gamet). Noto e ricorrente nelle sue opere il tema del circo, mondo misterioso e inquietante ricco di figure che sollecitano l'artista.

## Biografia
Studia a Milano negli anni trenta all'Accademia di Brera e presso il pittore milanese Antonio Piatti, ritrattista di Verdi e Mascagni, nel celeberrimo studio di Palazzo Borromeo di via Manzoni. Nel 1939 i suoi dipinti ad olio vengono esposti al Palazzo della Permanente di Milano. Durante i cinque anni di guerra continua a dipingere anche da prigioniero della V armata, di cui diventa il pittore ufficiale.
Del 1948 è la partecipazione alla XXIV Biennale di Venezia, assieme a Pablo Picasso, Max Ernst, Dalí, Kandinsky, Klee, Mirò, Mondrian, alcuni dei nomi che caratterizzarono la 24 Biennale.
Del maggio 1949 è la partecipazione al Premio Nazionale di Cremona. Nel 1958 "I Biennale di Pittura" di Parma.
Nel 1965 compie un viaggio in Spagna da cui poi si produrrà un'importante mostra personale sul tema. Nel 1972 è presente alla "Mostra del ritratto" di Parma, poi ad una collettiva presso la galleria "Nuova Sfera" di Milano e ad una collettiva alla Galleria Malpighi di Bologna. Nel 1975 espone al Premio Brunelleschi di Firenze. Figura alla "Rassegna Arts Plastiques Villes Jemelées", alla Maison de la Culture di Nevers tenuta nel giugno-luglio a cura dei comuni di Mantova-Nevers.
Nel novembre 1978 si aggiudica a Guidizzolo il I premio Pedrotti-Cantoni per la pittura. L'anno seguente è presente alla "Biennale del Mediterraneo" di Bari, dove riceve la medaglia d'oro. In novembre dello stesso anno ordina una personale a Brescia presso la Galleria Abba, presentato in catalogo da Elio Marcianò.
Nel 1982 viene chiamato dalla storica Rita Castagna a ideare il ritratto della dama di compagnia di Isabella d'Este, Eleonora Brognina. Come ben spiegato dall'autrice stessa, non esistono immagini ufficiali del personaggio e pertanto il pittore, basandosi su documenti storici, ne ricostruisce le fattezze e il dipinto diviene la copertina del libro "Un viceré per Eleonora Brognina".
Nel 1983 figura alla Collettiva al Salone delle Nazioni di Parigi. Dal 1983 al 1986 la Galleria Annunciata di Milano Tiene sue opere in permanenza. Nel 1984 l'Ente Manifestazioni Ticinesi di Lugano, in Svizzera, gli dedica una mostra personale. Nello stesso anno espone al Museo Civico di Palazzo Te a Mantova.
Dal 1987 al 1990 la Galleria Il Mercante di Milano in via Brera tiene in permanenza le sue opere. Nel 1988 partecipa alla collettiva di maestri italiani alla Galleria Il Mercante di Milano. Nel 1989 figura nel Salone del Vecchio Ospedale di S.Maria della Pietà a Cremona alla "I Biennale di Cremona". Lo stesso anno è presente alla rassegna "Artisti Italiani" all'Arte Expo di Barcellona. In giugno è presente alla mostra d'arte "Natura Fluens" al Palazzo Ducale di Mantova. Nel 1990 partecipa alla Biennale d'Arte Sacra a Cremona. Nel 1991 alla galleria Zammarchi di Milano allestisce un'importante mostra personale riservata interamente alla sua produzione astratta dal 1965 al 1990. Lo stesso anno viene invitato al XXXI Premio Suzzara. Nel 1993 espone alla rassegna "Mostra omaggio a Claudio Monteverdi" a Cremona. Nella stessa città espone nel Palazzo Vescovile alla III Biennale d'Arte Sacra. Partecipa nel gennaio 1995 all'Artefiera di Bologna presentata dalla galleria Zammarchi di Milano.